# كايل أوستين
كايل أوستين (18 أكتوبر 1988 في الولايات المتحدة - ) (بالإنجليزية: Kyle Austin)‏ هو لاعب كرة سلة أمريكي في مركز هجوم صغير الجسم. لعب مع Palencia Baloncesto ‏.

## وصلات خارجية
- كايل أوستين على موقع كرة السلة الأوروبية.كوم (الإنجليزية)
- كايل أوستين على موقع كلية كرة السلة في سبورتس رفرنس.كوم (الإنجليزية)
- كايل أوستين على موقع ريلجم (الإنجليزية)
- كايل أوستين على موقع بروبوليرز (الإنجليزية)